# Alsókálnok
Alsókálnok (szlovákul Dolný Kalník) község Szlovákiában, a Zsolnai kerületben, a Turócszentmártoni járásban.

## Fekvése
Turócszentmártontól 6 km-re délkeletre fekszik.

## Története
A falu a IV. Béla által 1255-ben adományozott területen keletkezett. 1375-ben „duo Kalnok” néven említik először. 1431-ben „Also Kalnek”, 1534-ben „Kelnyk”, „Kelnyk Maior” alakban, 1598-ban „Also Kelnyk” néven bukkan fel az írott forrásokban. Neve a szláv kal (= sár) főnévből származik. A 18. században a Szenessy és Rakovszky család birtoka. 1785-ben 11 házában 78 lakos élt.
A 18. század végén Vályi András így ír róla: „KELNIK. Alsó, és Felső Kelnik, Két tót falu Túrócz Várm. földes Uraik Rakovszky, és Szenesy Urak, lakosai leg inkább evangelikusok, fekszenek Szent Helenának szomszédságában, és annak filiáji, határbéli földgyeik közép termékenységűek, réttyeik kétszer kaszáltatnak, legelőjök tsekély, jó almat, és szilvat termő kertyeik vagynak.”
1828-ban 10 háza és 79 lakosa volt. Lakói mezőgazdasággal foglalkoztak, mezőgazdasági jellegét később is megőrizte.
Fényes Elek 1851-ben kiadott geográfiai szótárában így ír a faluról: „Kélnik (Alsó), tót falu, Thurócz m., Sz.-Mártonhoz keletre 1/2 mfdnyire: 9 kath., 70 evang. lak. Ut. post. Th.-Zsámbokrét.”
A trianoni diktátumig Turóc vármegye Turócszentmártoni járásához tartozott.
1943-tól határában partizánegységek tevékenykedtek.

## Népessége
| Év:            | 1994. | 2004.   | 2014.     | 2024.     |
| -------------- | ----- | ------- | --------- | --------- |
| Emberek száma: | 46    | 42      | 179       | 367       |
| Eltérés:       |       | -8,69 % | +326,19 % | +105,02 % |

| Év:            | 2023. | 2024.   |
| -------------- | ----- | ------- |
| Emberek száma: | 366   | 367     |
| Eltérés:       |       | +0,27 % |

1910-ben 51 szlovák anyanyelvű lakosa volt.
2001-ben 40 lakosából 39 szlovák volt.
2011-ben 101 lakosából 99 szlovák volt.

## Nevezetességei

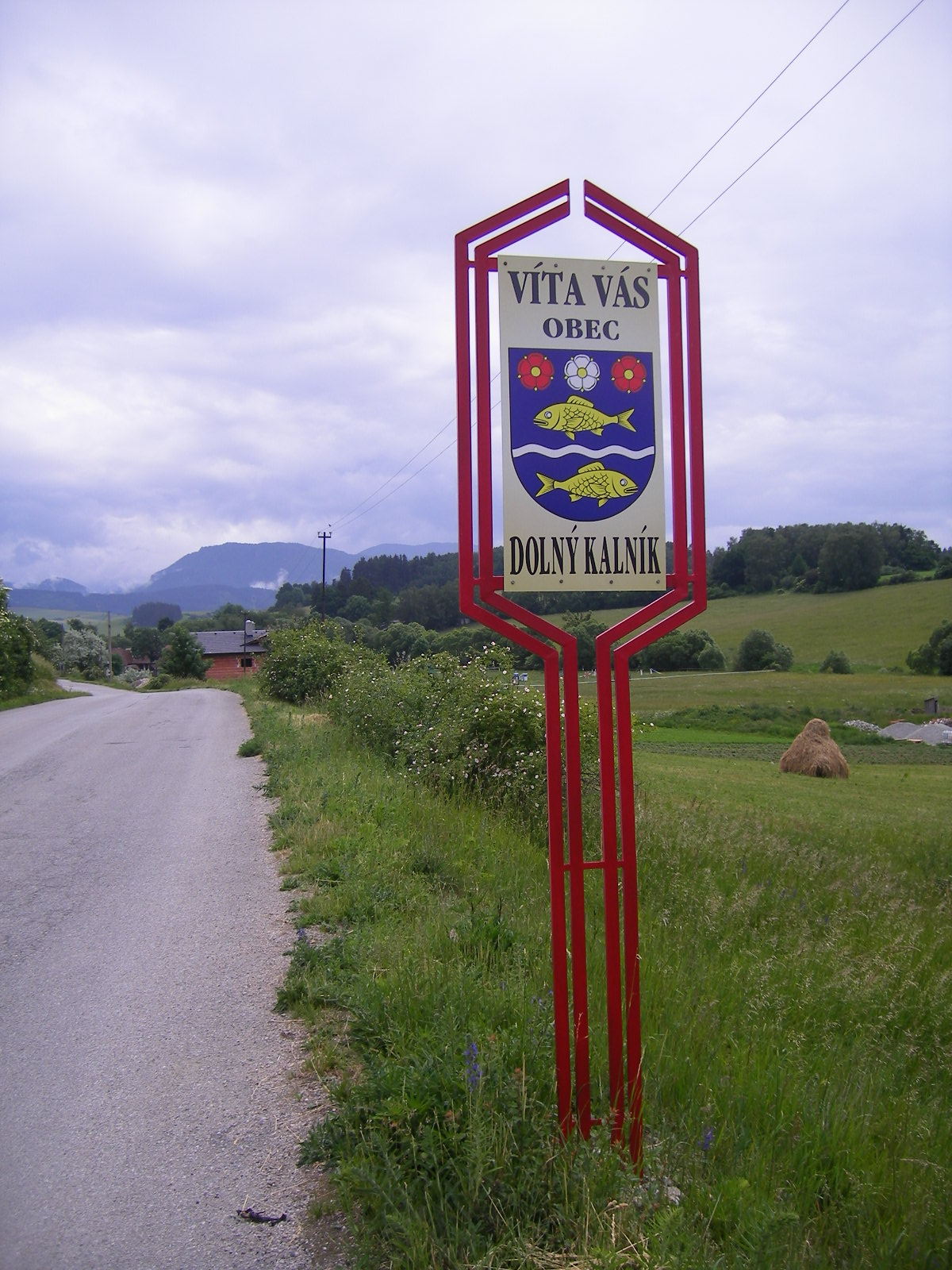
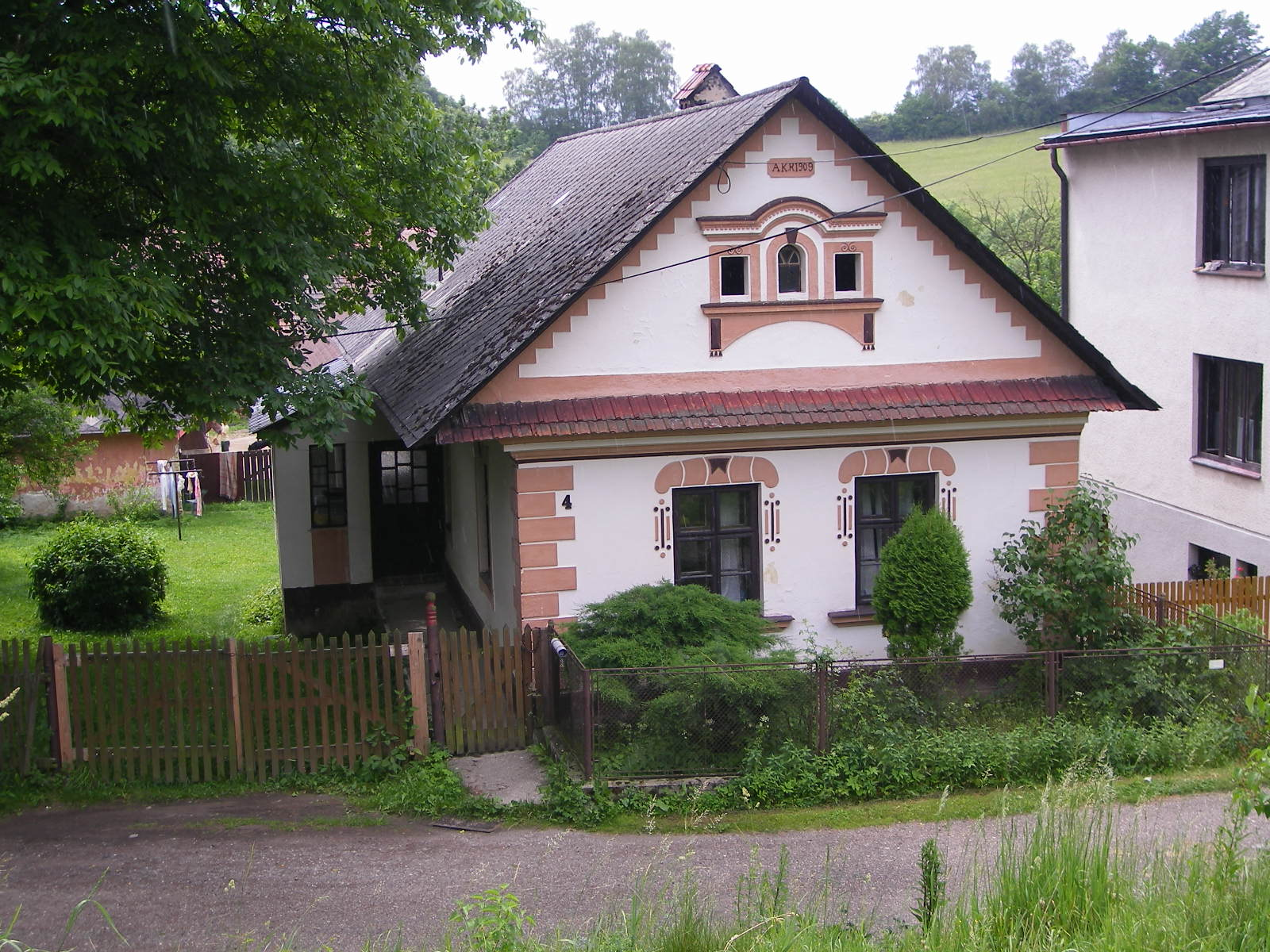
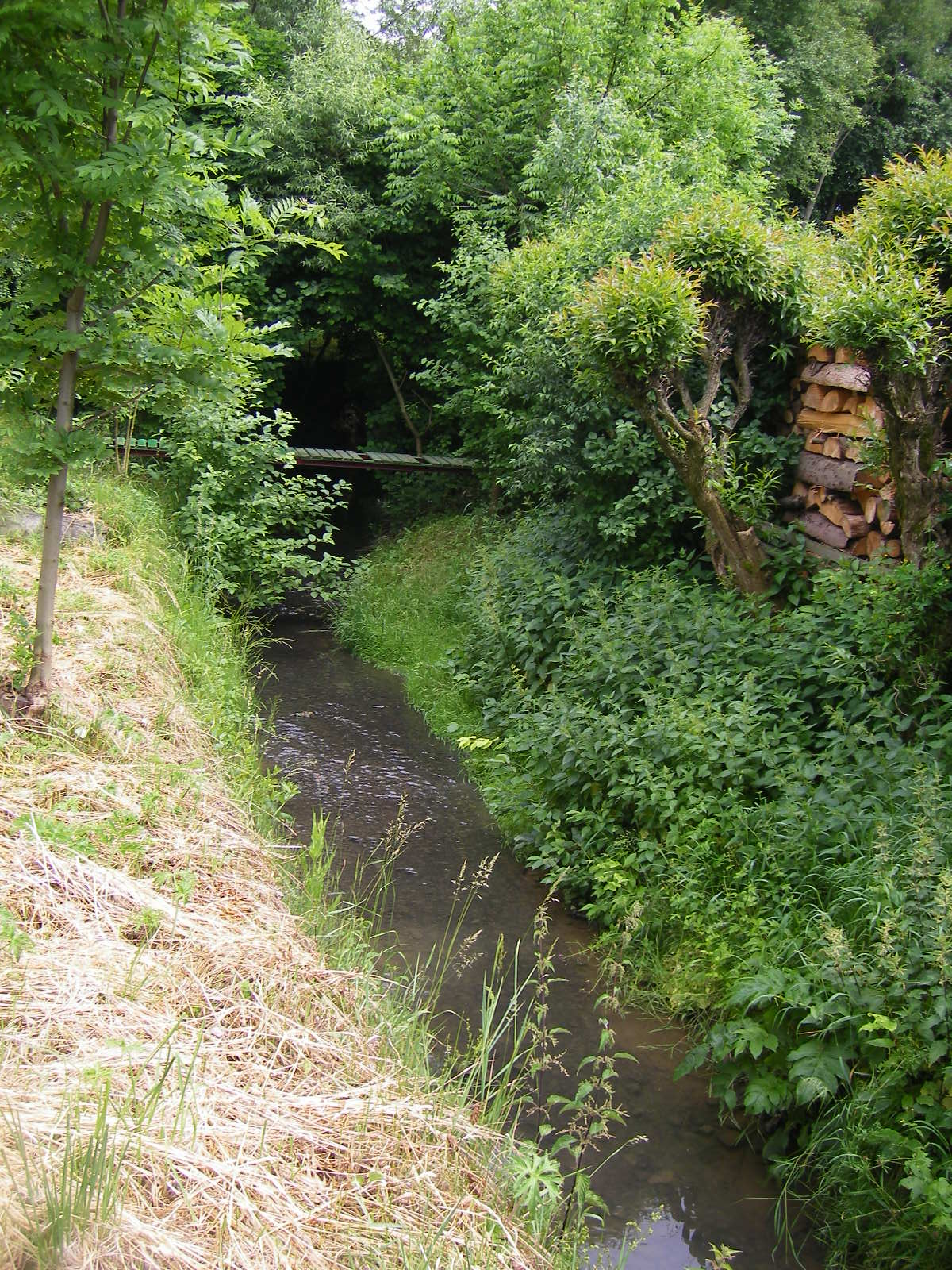